# Unterrimbach (Burghaslach)
Unterrimbach (fränkisch: Undarimbi) ist ein Gemeindeteil des Marktes Burghaslach im Landkreis Neustadt an der Aisch-Bad Windsheim (Mittelfranken, Bayern). Unterrimbach liegt in der Gemarkung Seitenbuch.

## Lage
Das Dorf liegt am Rimbach und ist im Norden wie auch Süden von Erhebungen des Steigerwaldes flankiert. Die Staatsstraße 2261 führt nach Oberrimbach (2 km westlich) bzw. nach Burghaslach (2,5 km östlich). Eine Gemeindeverbindungsstraße führt nach Harthof (1,1 km südlich).

## Geschichte
Der Ort wurde im Würzburgischen Lehenbuch, das zwischen 1335 und 1345 entstanden ist, als „Inferiori Rintpach“ erstmals erwähnt. Das zugrundeliegende Hydronym Rimbach bedeutet ‚zum Rinderbach‘. In Unterrimbach waren die Grafen von Castell zu Remlingen, die Fürsten von Schwarzenberg und der Hochstift Würzburg begütert.
Mit dem Gemeindeedikt (frühes 19. Jahrhundert) wurde Unterrimbach dem Steuerdistrikt Burghaslach und der Ruralgemeinde Kirchrimbach zugeordnet. Im Rahmen der Gebietsreform in Bayern wurde Unterrimbach am 1. Januar 1972 nach Burghaslach eingegliedert.

### Baudenkmäler
- Haus Nr. 19: Ehemaliges Gasthaus[10]

ehemalige Baudenkmäler
- Haus Nr. 8: Erdgeschossiges Wohnstallhaus. An der Giebelseitig dreiachsig, an der Traufseite im Wohn- und Stallteil je dreiachsig. Im Sturz des rechteckigen Türrahmens (mit Oberlicht) bezeichnet „MCP / 1836“. Verputzter Bruchsteinbau mit geknickten Quadervorlagen in Kratzputz auch die doppelten Leisten an den Giebelschrägen und das doppelte Wellenband an der Giebelsohle. An der dem Hof abgewandten Traufseite mit Zwerchgiebel angebautes Waschhaus.[11]
- Haus Nr. 11: Erdgeschossiges Wohnhaus von drei zu drei Achsen mit Satteldach. Das verputzte massive Untergeschoss Anfang des 19. Jahrhunderts; die Fachwerkgiebel 18. Jahrhundert. Zweigeschossiger stehender Dachstuhl mit Zweidrittelstreben zu seiten der Stuhlsäulen. Im Türsturz Schlussstein mit Hufeisen. Im hinteren Teil der Traufseite Vorbau mit Stichbogengewölbe; Kellereingang. Tür an der Giebelseite mit Oberlicht.[11]
- Felsenkeller. Gegenüber dem Stallgebäude bei Haus Nr. 1. Rundbogiger hausteingerahmter Eingang des 19. Jahrhunderts.[11]

### Einwohnerentwicklung
| Jahr      | 001818 | 001840 | 001861 | 001871 | 001885 | 001900 | 001925 | 001950 | 001961 | 001970 | 001987 |
| Einwohner | 94     | 113    | 107    | 107    | 103    | 99     | 85     | 107    | 81     | 60     | 57     |
| Häuser    | 16     | 13     |        |        | 18     | 18     | 18     | 17     | 17     |        | 17     |
| Quelle    | [ 8 ]  | [ 13 ] | [ 14 ] | [ 15 ] | [ 16 ] | [ 17 ] | [ 18 ] | [ 19 ] | [ 20 ] | [ 21 ] | [ 1 ]  |

## Religion
Unterrimbach ist seit der Reformation evangelisch-lutherisch geprägt und bis heute nach St. Mauritius (Kirchrimbach) gepfarrt.

## Persönlichkeiten
- Georg Friedrich Vicedom (1903–1974), lutherischer Theologe und Missionswissenschaftler